# العلاقات الأرجنتينية اليابانية
العلاقات الأرجنتينية اليابانية هي العلاقات الثنائية التي تجمع بين الأرجنتين واليابان.

## مقارنة بين البلدين
هذه مقارنة عامة ومرجعية للدولتين:
| وجه المقارنة                                              | الأرجنتين                                               | اليابان         |
| --------------------------------------------------------- | ------------------------------------------------------- | --------------- |
| المساحة (كم2)                                             | 2.78 مليون                                              | 377.97 ألف      |
| عدد السكان (نسمة)                                         | 44.27 مليون                                             | 126.79 مليون    |
| الكثافة السكانية (ن./كم²)                                 | 15.92                                                   | 335.45          |
| العاصمة                                                   | بوينس آيرس                                              | طوكيو           |
| اللغة الرسمية                                             | اللغة الإسبانية                                         | اللغة اليابانية |
| العملة                                                    | البيزو الأرجنتيني 1983 ‏، بيزو أرجنتيني، أسترال أرجنتيني | ين ياباني       |
| الناتج المحلي الإجمالي (بليون دولار)                      | 637.59 مليار                                            | 4.87 تريليون    |
| الناتج المحلي الإجمالي (تعادل القوة الشرائية) بليون دولار | 883.02 مليار                                            | 5.18 تريليون    |
| الناتج المحلي الإجمالي الاسمي للفرد دولار أمريكي          | 13.43 ألف                                               | 34.52 ألف       |
| الناتج المحلي الإجمالي للفرد دولار أمريكي                 |                                                         | 36.62 ألف       |
| مؤشر التنمية البشرية                                      | 0.827                                                   | 0.903           |
| رمز المكالمات الدولي                                      | +54                                                     | +81             |
| رمز الإنترنت                                              | .ar                                                     | .jp             |
| المنطقة الزمنية                                           | 00                                                      | توقيت اليابان   |

## مدن متوأمة
في ما يلي قائمة باتفاقيات التوأمة بين مدن أرجنتينية ويابانية:
- ترتبط سان إيسيدرو مع ناغاساكي باتفاقية توأمة.
- ترتبط بوينس آيرس مع أوساكا باتفاقية توأمة منذ 19 مايو 1994.

## منظمات دولية مشتركة
يشترك البلدان في عضوية مجموعة من المنظمات الدولية، منها:
| علم المنظمة | اسم المنظمة                               | تاريخ انضمام الأرجنتين | تاريخ انضمام اليابان |
| ----------- | ----------------------------------------- | ---------------------- | -------------------- |
|             | البنك الإفريقي للتنمية                    | ?                      | ?                    |
|             | المنظمة الهيدروغرافية الدولية             | ?                      | ?                    |
|             | مجموعة العشرين                            | ?                      | ?                    |
|             | منظمة الشرطة الجنائية الدولية             | ?                      | ?                    |
|             | الاتحاد البريدي العالمي                   | ?                      | ?                    |
|             | منظمة التجارة العالمية                    | ?                      | ?                    |
|             | الفريق المعني برصد الأرض                  | ?                      | ?                    |
|             | مجموعة الموردين النوويين                  | ?                      | ?                    |
|             | مؤسسة التنمية الدولية                     | 3 أغسطس 1962           | 27 ديسمبر 1960       |
|             | مؤسسة التمويل الدولية                     | 13 أكتوبر 1959         | 20 يوليو 1956        |
|             | منظمة حظر الأسلحة الكيميائية              | ?                      | ?                    |
|             | الأمم المتحدة                             | 24 أكتوبر 1945         | 18 ديسمبر 1956       |
|             | الاتحاد الدولي للاتصالات                  | 1889                   | 29 يناير 1879        |
|             | البنك الدولي للإنشاء والتعمير             | 20 سبتمبر 1956         | 13 أغسطس 1952        |
|             | مجموعة أستراليا                           | 1993                   | 1985                 |
|             | المركز الدولي لتسوية المنازعات الاستشارية | 18 نوفمبر 1994         | 16 سبتمبر 1967       |
|             | وكالة ضمان الاستثمار متعدد الأطراف        | 11 فبراير 1992         | 12 أبريل 1988        |
|             | نظام تحكم تكنولوجيا القذائف               | 1993                   | 1987                 |
|             | يونسكو                                    | 15 سبتمبر 1948         | 2 يوليو 1951         |

## أعلام
هذه قائمة لبعض الشخصيات التي تربطها علاقات بالبلدين:
- أنابيل (مغنية يابانية، 18 مارس 1984 – )
- جيسيكا ميتشيباتا (21 أكتوبر 1984[20] – )
- سرخيو إسكوديرو (لاعب كرة قدم ياباني، 1 سبتمبر 1988 – )
- كارينا جيلينيك (22 مارس 1981[21] – )
- ماريا كوداما (10 مارس 1937 – )
- ماريا يوجينيا سواريز (9 مارس 1992[22] – )

## وصلات خارجية
- موقع وزارة الخارجية الأرجنتينية
- موقع وزارة الخارجية اليابانية